# Seat León I
SEAT León I (type 1M1) var en lille mellemklassebil fra SEAT. Modellen blev præsenteret på Frankfurt Motor Show i 1999 og kom ud til forhandlerne i november måned samme år. Ligesom flere andre bilmodeller fra Volkswagen Group delte modellen teknisk basis med Volkswagen Golf IV.

## Generelt
León var en hatchbackudgave af den allerede i oktober 1998 introducerede sedan Toledo, som León var identisk med frem til bagdørene. León delte mange komponenter med Volkswagen Golf IV/Bora, Audi A3 8L og Škoda Octavia I, som var bygget på samme platform (A4/PQ34). Mange af delene fandt ligeledes anvendelse i Volkswagen New Beetle og Audi TT. Frem for alt motorerne gjorde også tjeneste i mange andre bilmodeller fra Volkswagen Group. León fandtes kun som femdørs.

## Modelvarianter
León fandtes oprindeligt i udstyrsvarianterne Stella, Signo og Sport.
Stella var basismodellen, som alle videre udstyrsvarianter byggede på.
Signo (som i de første produktionsuger af modelåret 2000 hed Signum) havde et omfangsrigt standardudstyr, som f.eks. automatisk klimaanlæg, fire el-ruder og elektrisk justerbare og indklappelige sidespejle, og blev til modelåret 2001 udvidet med bl.a. regnsensor, cd-afspiller og meget mere.
Sport havde, som navnet også antydede, et sportsligere udstyr med bl.a. sportslæderrat, sportssæder, sportsundervogn, større bremseskiver (320 mm), 6-trins gearkasse og en sænkning på 15 mm i forhold til standardmodellen. CW-værdien var på alle modeller 0,32. Tankindholdet var 55 liter på forhjulstrukne modeller og 62 liter på firehjulstrukne modeller, hvorved bagagerummet i disse kun var på 270 liter mod 320 liter i de forhjulstrukne modeller. 1.8 20VT og 20VT4 kørte på 205/55 R16 91 W og Cupra 2.8 V6 på 225/45 R17 91 Y-dæk i forhold til basismodellen med 195/65 R15 91 V. De firehjulstrukne modeller havde ESP som standard, samt ventilerede skivebremser for og bag.
Følgende motor-/udstyrsvarianter var tilgængelige i det første modelår (2000, bygget frem til slutningen af april 2000):
- Stella 1,4 16V 55 kW (75 hk)
- Stella og Signo 1,6 8V 74 kW (100 hk, valgfrit med automatgear).
- Signo og Sport 1,8 20V 92 kW (125 hk)
- Sport 1,8 20VT 132 kW (180 hk, valgfrit med firehjulstræk)
- Stella 1,9 SDI 50 kW (68 hk)
- Stella og Signo 1,9 TDI 66 kW (90 hk)
- Signo og Sport 1,9 TDI 81 kW (110 hk)

Fra 2001 også:
- Cupra 2,8 V6 150 kW (204 hk, med firehjulstræk)
- Top Sport 1,9 TDI 110 kW (150 hk, valgfrit med firehjulstræk)

Og fra 2002:
- Cupra R 1,8 20V Turbo 154 kW (209 hk), senere 165 kW (225 hk)

I efteråret 2000 blev den 8-ventilede 1,6-liters benzinmotor med 74 kW (100 hk) afløst af en 16-ventilet udgave med 77 kW (105 hk), og den firetrins automatiske gearkasse kunne herefter kun leveres i kombination med 1,8-liters benzinmotoren med 92 kW (125 hk).
I løbet af sin levetid blev León-serien udvidet med flere udstyrsvarianter.
Dermed tilkom i april 2001 Cupra (forkortelse for Cup Racing) til som ny topmodel med ændrede spoilere, firehjulstræk og udvidet indvendigt udstyr. Modellen kunne enten fås med en 2,8-liters V6-benzinmotor med 150 kW (204 hk) eller en 1,9-liters TDI-dieselmotor med 110 kW (150 hk) og pumpe/dyse-teknik − begge motorer havde firehjulstræk som standard. Modellen havde Recaro-sportssæder med stof/læderindtræk og Cupra-logoer for og bag, hvide instrumentskiver, sportslæderrat med Cupra-logo, matgrå lakeret midterkonsol, sportspedaler, sorte beklædningsdele, 17" alufælge og sportsudstødning med dobbelt enderør. Et optisk kendetegn var, at Cupra kun fandtes i rød, gul og sort. Først mod enden af Cupras levetid kunne den i få uger fås i andre lakeringer.
I foråret 2001 kunne der i kort tid leveres en Sport-TDI med 110 kW (150 hk) og det normale Sport-udstyr, uden firehjulstræk og uden Cupra-detaljer. På grund af den korte tilgængelighed er modellen endnu sjældnere end den nok så sjældne Cupra.
I foråret 2002 fulgte endnu en topmodel kaldet Cupra R med endnu sportsligere optik. Først var 17", og fra modelår 2003 18" fælge standard, ligesom et sportsbremseanlæg fra Brembo (til modelår 2005) og Recaro-sædebetrækket fra Cupra, dog i rent stof. Kabinen var helt sort og udstyret begrænset til det væsentligste og var i modsætning til Cupra mere rettet mod sport end luksus. Effekten var først 154 kW (209 hk) og senere 165 kW (224 hk). Motoren var den 1,8-liters turbobenzinmotor fra Audi TT og Audi S3, som gav León en accelerationstid fra 0 til 100 km/t på 6,9 sekunder og 0 til 200 km/t på 27,8 sekunder (test Auto Bild).
I efteråret 2002 fik modellen et let facelift, som frem for alt berørte udstyrsdetaljerne. Den nederste del af instrumentbrættet, som hidtil alt efter model havde været grå eller sort, var nu altid sort. Den på mange modeller standardmonterede radio Aura fik nu cd- i stedet for kassetteafspiller. Samtidig bortfaldt visse udstyrsdetaljer, som f.eks. de på Signo og Cupra standardmonterede elektrisk udklappelige sidespejle. Cupra og modellerene Sport 1,9 TDI med 110 kW (150 hk) og Sport 1,8 20VT med 132 kW (180 hk) udgik, i stedet kom modellen Top Sport (TS), som ikke adskilte ret meget fra Cupra udvendigt men derimod indvendigt. Bl.a. havde modellen ikke Recaro-sportssæder men normale sportssæder fra Sport. Top Sport fandtes som 2.8 V6 med firehjulstræk, 1.9 TDI 110 kW (150 hk) med for- eller firehjulstræk samt 1.8 20VT 132 kW (180 hk) med for- eller firehjulstræk.
I februar 2003 fik modellen nye sidespejle, og samtidig kom også en ny version af 1.9 TDI med 96 kW (130 hk).
I slutningen af august 2003 udgik firehjulstrækket, så León fremover kun kunne fås med forhjulstræk. Kort tid efter udgik også V6-motoren.
I midten af 2004 blev Top Sport omdøbt til Formula Racing (FR). Også i denne forbindelse ændrede en del udstyrsdetaljer sig, mens det udvendige design var næsten identisk med den oprindelige Cupra.
León I kom i løbet af sin syvårige byggetid i flere forskellige specialudgaver, som næsten alle var baseret på Stella-modellen men med ekstraudstyr. Modellernes navnene (f.eks. Torrid og Magma) adskilte sig alt efter bilens salgsland. Fælles var dog, at kunststofelementerne på front- og hækskørterne var lakeret i bilens farve. En undtagelse var specialmodellerne Pulso (på basis af Sport) samt Top Sport Jerez, som kun blev bygget i meget få eksemplarer, og Supercopa som begge var baseret på Top Sport/Formula Racing. Supercopa var opkaldt efter den i SEAT-mærkepokalen benyttede racerbil.
I sit sidste produktionsår, begyndende med modelåret 2006 i oktober 2005, blev León I, ligesom sin søstermodel Škoda Octavia, bygget sideløbende med sin efterfølger, dog med stærkt indskrænket motor- og udstyrsprogram. De sidste 1M-modeller hed Last Edition og Torro og kunne fås med 1,6-liters benzinmotoren med 77 kW (105 hk) og en 1,9 TDI med 74 kW (100 hk) og pumpe/dyse-indsprøjtning. Sidstnævnte opfyldte som første León med dieselmotor Euro4-normen, men kunne dog ikke fås med partikelfilter.

### Specialmodeller
| År   | Betegnelse                                                                        | Basis               |
| ---- | --------------------------------------------------------------------------------- | ------------------- |
| 2003 | Torrid med 1,6 benzin (105 hk) og 1,9 TDI (110 hk)                                | Stella              |
| 2003 | Magma med 1,6 benzin (105 hk) og 1,9 TDI (110 hk)                                 | Stella              |
| 2003 | Jerez med 1,9 TDI (130 eller 150 hk) med andre fælge og flere udstyrsdetaljer     | TopSport            |
| 2004 | Genio med 1,6 benzin (105 hk) og 1,9 TDI (110 hk)                                 | Stella              |
| 2004 | Pulso med 1,6 benzin (105 hk) og 1,9 TDI (110 eller 130 hk)                       | Sport               |
| 2005 | Supercopa (begrænset) med 1,9 TDI (150 hk) med ATS-fælge og flere udstyrsdetaljer | Formula Racing (FR) |
| 2005 | Torro/Last Edition med 1,6 benzin (105 hk) og 1,9 TDI (100 hk)                    | Stella              |

## Modelhistorie
| 10/1999 | Introduktion af León med valg mellem tre udstyrsvarianter: Stella, Signo (først Signum) og Sport |
| 02/2001 | Indføring af udstyrsvarianten Cupra med firehjulstræk                                            |
| 04/2002 | Indføring af udstyrsvarianten Cupra R                                                            |
| 05/2002 | Bortfald af udstyrsvarianten Cupra, afløses af TopSport; let facelift                            |
| 08/2003 | Bortfald af firehjulstræk                                                                        |
| 05/2004 | Bortfald af udstyrsvarianten TopSport, afløses af Formula Racing (FR)                            |
| 10/2005 | Introduktion af efterfølgeren León II. León I nu kun som Torro/Last Edition.                     |
| 06/2006 | Indstilling af produktionen                                                                      |

## Sikkerhed
Det svenske forsikringsselskab Folksam vurderer flere forskellige bilmodeller ud fra oplysninger fra virkelige ulykker, hvorved risikoen for død eller invaliditet i tilfælde af en ulykke måles. I rapporterne er/var León og Toledo i årgangene 1999 til 2005 klassificeret som følger:
- 2005: Mindst 15% bedre end middelbilen[1]
- 2007: Som middelbilen[2]
- 2009: Som middelbilen[3]
- 2011: Som middelbilen[4]
- 2013: Som middelbilen[5]

## Tekniske data

### Benzinmotorer
|                                                | 1.4                 | 1.6                             | 1.6                 | 1.6                 | 1.8                             | 1.8 20VT                        | 1.8 20VT Cupra R          | 1.8 20VT Cupra R          | 2.8 V6                 |
| Byggeperiode                                   | 11/1999−10/2005     | 11/1999−8/2000                  | 10/2005−6/2006      | 9/2000−6/2006       | 11/1999−10/2005                 | 11/1999−10/2005                 | 5/2002−5/2003             | 5/2003−10/2005            | 10/2000−4/2004         |
| Motordata                                      |                     |                                 |                     |                     |                                 |                                 |                           |                           |                        |
| Motorkendebogstaver                            | AHW, AXP, APE, BCA  | AEH, AKL, APF                   | BFQ                 | AUS, AZD, BCB       | AGN, APG                        | AJQ, APP, ARY, AUQ              | AMK                       | BAM                       | AUE, BDE               |
| Motortype                                      | R4-benzinmotor      | R4-benzinmotor                  | R4-benzinmotor      | R4-benzinmotor      | R4-benzinmotor                  | R4-benzinmotor                  | R4-benzinmotor            | R4-benzinmotor            | VR6-benzinmotor        |
| Antal ventiler pr. cylinder                    | 4                   | 2                               | 2                   | 4                   | 5                               | 5                               | 5                         | 5                         | 4                      |
| Ventilstyring                                  | DOHC, tandrem       | OHC, tandrem                    | OHC, tandrem        | DOHC, tandrem       | DOHC, tandrem                   | DOHC, tandrem                   | DOHC, tandrem             | DOHC, tandrem             | 2 × DOHC, kæde         |
| Fødesystem                                     | Multipoint          | Multipoint                      | Multipoint          | Multipoint          | Multipoint                      | Multipoint                      | Multipoint                | Multipoint                | Multipoint             |
| Trykladning                                    | –                   | –                               | –                   | –                   | –                               | Turbolader, ladeluftkøler       | Turbolader, ladeluftkøler | Turbolader, ladeluftkøler | –                      |
| Køling                                         | Vandkøling          | Vandkøling                      | Vandkøling          | Vandkøling          | Vandkøling                      | Vandkøling                      | Vandkøling                | Vandkøling                | Vandkøling             |
| Boring × slaglængde                            | 76,5 × 75,6 mm      | 81,0 × 77,4 mm                  | 81,0 × 77,4 mm      | 76,5 × 86,9 mm      | 81,0 × 86,4 mm                  | 81,0 × 86,4 mm                  | 81,0 × 86,4 mm            | 81,0 × 86,4 mm            | 81,0 × 90,3 mm         |
| Slagvolume                                     | 1390 cm³            | 1595 cm³                        | 1595 cm³            | 1598 cm³            | 1781 cm³                        | 1781 cm³                        | 1781 cm³                  | 1781 cm³                  | 2792 cm³               |
| Kompressionsforhold                            | 10,5:1              | 10,3:1                          | 10,3:1              | 11,5:1              | 10,3:1                          | 9,5:1                           | 9,5:1                     | 9,5:1                     | 10,5:1                 |
| Maks. effekt ved omdr./min.                    | 55 kW (75 hk) 5500  | 74 kW (100 hk) 5600             | 75 kW (102 hk) 5600 | 77 kW (105 hk) 5700 | 92 kW (125 hk) 6000             | 132 kW (180 hk) 5500            | 154 kW (210 hk) 5800      | 165 kW (225 hk) 5900      | 150 kW (204 hk) 6200   |
| Maks. drejningsmoment ved omdr./min.           | 126 Nm 3300         | 145 Nm 3800                     | 148 Nm 3800         | 148 Nm 4500         | 170 Nm 4200                     | 235 Nm 1950−5000                | 270 Nm 2100−5000          | 280 Nm 2200−5500          | 270 Nm 3200            |
| Kraftoverførsel                                |                     |                                 |                     |                     |                                 |                                 |                           |                           |                        |
| Drivende hjul (standardudstyr)                 | Forhjul             | Forhjul                         | Forhjul             | Forhjul             | Forhjul                         | Forhjul                         | Forhjul                   | Forhjul                   | Alle                   |
| Drivende hjul (ekstraudstyr)                   | –                   | –                               | –                   | –                   | –                               | Alle                            | –                         | –                         | –                      |
| Gearkasse (standardudstyr)                     | 5-trins manuel      | 5-trins manuel                  | 5-trins manuel      | 5-trins manuel      | 5-trins manuel                  | 6-trins manuel                  | 6-trins manuel            | 6-trins manuel            | 6-trins manuel         |
| Gearkasse (ekstraudstyr)                       | –                   | 4-trins automatisk              | –                   | –                   | 4-trins automatgear1            | –                               | –                         | –                         | –                      |
| Præstationer2                                  |                     |                                 |                     |                     |                                 |                                 |                           |                           |                        |
| Topfart                                        | 170 km/t            | 188 km/t (184 km/t)             | 189 km/t            | 192 km/t            | 200 km/t (197 km/t)             | 229 km/t [224 km/t]             | 237 km/t                  | 242 km/t                  | [235 km/t]             |
| Acceleration 0-100 km/t                        | 14,3 sek.           | 11,4 sek. (13,4 sek.)           |                     | 10,9 sek.           | 10,3 sek. (12,5 sek.)           | 7,7 sek. [7,8 sek.]             | 7,2 sek.                  | 6,9 sek.                  | [7,3 sek.]             |
| Brændstofforbrug pr. 100 km ved blandet kørsel | 6,8 liter Blyfri 95 | 7,6 liter (8,6 liter) Blyfri 95 |                     | 7,1 liter Blyfri 98 | 8,0 liter (8,9 liter) Blyfri 95 | 8,5 liter [9,5 liter] Blyfri 98 | 8,8 liter Blyfri 98       | 8,9 liter Blyfri 98       | [11,0 liter] Blyfri 98 |
| CO2-udslip ved blandet kørsel                  | 163 g/km            | 182 g/km (206 g/km)             |                     | 170 g/km            | 192 g/km (214 g/km)             | 204 g/km [228 g/km]             | 210 g/km                  | 213 g/km                  | [264 g/km]             |

Samtlige versioner med benzinmotor er E10-kompatible.

### Dieselmotorer
|                                                | 1.9 SDI            | 1.9 TDI                   | 1.9 TDI                   | 1.9 TDI                   | 1.9 TDI                   | 1.9 TDI                   | 1.9 TDI1                     |
| Byggeperiode                                   | 11/1999−10/2003    | 11/1999−9/2002            | 5/2000−10/2005            | 11/1999−10/2005           | 10/2005−6/2006            | 5/2003−10/2005            | 9/2000−10/2005               |
| Motordata                                      |                    |                           |                           |                           |                           |                           |                              |
| Motorkendebogstaver                            | AGP, AQM           | AGR                       | ALH                       | AHF, ASV                  | AXR                       | ASZ                       | ARL                          |
| Motortype                                      | R4-dieselmotor     | R4-dieselmotor            | R4-dieselmotor            | R4-dieselmotor            | R4-dieselmotor            | R4-dieselmotor            | R4-dieselmotor               |
| Antal ventiler pr. cylinder                    | 2                  | 2                         | 2                         | 2                         | 2                         | 2                         | 2                            |
| Ventilstyring                                  | OHC, tandrem       | OHC, tandrem              | OHC, tandrem              | OHC, tandrem              | OHC, tandrem              | OHC, tandrem              | OHC, tandrem                 |
| Fødesystem                                     | Direkte            | Direkte                   | Direkte                   | Direkte                   | Pumpe/dyse                | Pumpe/dyse                | Pumpe/dyse                   |
| Trykladning                                    | –                  | Turbolader, ladeluftkøler | Turbolader, ladeluftkøler | Turbolader, ladeluftkøler | Turbolader, ladeluftkøler | Turbolader, ladeluftkøler | Turbolader, ladeluftkøler    |
| Køling                                         | Vandkøling         | Vandkøling                | Vandkøling                | Vandkøling                | Vandkøling                | Vandkøling                | Vandkøling                   |
| Boring × slaglængde                            | 79,5 × 95,5 mm     | 79,5 × 95,5 mm            | 79,5 × 95,5 mm            | 79,5 × 95,5 mm            | 79,5 × 95,5 mm            | 79,5 × 95,5 mm            | 79,5 × 95,5 mm               |
| Slagvolume                                     | 1896 cm³           | 1896 cm³                  | 1896 cm³                  | 1896 cm³                  | 1896 cm³                  | 1896 cm³                  | 1896 cm³                     |
| Kompressionsforhold                            | 19,5:1             | 19,5:1                    | 19,5:1                    | 19,5:1                    | 19,0:1                    | 19,0:1                    | 18,5:1                       |
| Maks. effekt ved omdr./min.                    | 50 kW (68 hk) 4200 | 66 kW (90 hk) 4000        | 66 kW (90 hk) 3750        | 81 kW (110 hk) 4150       | 74 kW (100 hk) 4000       | 96 kW (130 hk) 4000       | 110 kW (150 hk) 4000         |
| Maks. drejningsmoment ved omdr./min.           | 133 Nm 2200−2600   | 210 Nm 1900               | 210 Nm 1900               | 235 Nm 1900               | 240 Nm 1800−2400          | 310 Nm 1900               | 320 Nm 1900                  |
| Kraftoverførsel                                |                    |                           |                           |                           |                           |                           |                              |
| Drivende hjul (standardudstyr)                 | Forhjul            | Forhjul                   | Forhjul                   | Forhjul                   | Forhjul                   | Forhjul                   | Forhjul                      |
| Drivende hjul (ekstraudstyr)                   | –                  | –                         | –                         | –                         | –                         | –                         | Alle                         |
| Gearkasse                                      | 5-trins manuel     | 5-trins manuel            | 5-trins manuel            | 5-trins manuel            | 5-trins manuel            | 6-trins manuel            | 6-trins manuel               |
| Præstationer2                                  |                    |                           |                           |                           |                           |                           |                              |
| Topfart                                        | 160 km/t           | 180 km/t                  | 180 km/t                  | 193 km/t                  | 188 km/t                  | 205 km/t                  | 215 km/t [211 km/t]          |
| Acceleration 0-100 km/t                        | 17,7 sek.          | 13,0 sek.                 | 13,0 sek.                 | 11,2 sek.                 | 12,1 sek.                 | 9,8 sek.                  | 8,9 sek. [9,1 sek.]          |
| Brændstofforbrug pr. 100 km ved blandet kørsel | 5,3 liter Diesel   | 5,2 liter Diesel          | 5,1 liter Diesel          | 5,2 liter Diesel          | 5,1 liter Diesel          | 5,2 liter Diesel          | 5,4 liter [6,3 liter] Diesel |
| CO2-udslip ved blandet kørsel                  | 143 g/km           | 140 g/km                  | 140 g/km                  | 140 g/km                  | 138 g/km                  | 140 g/km                  | 146 g/km [170 g/km]          |